# 401-й истребительный авиационный полк особого назначения
401-й истребительный авиационный полк особого назначения (401-й иап он) — воинская часть Военно-воздушных сил (ВВС) Вооружённых Сил РККА особого назначения, принимавшая участие в боевых действиях Великой Отечественной войны.

## Наименования полка
За весь период своего существования полк несколько раз менял своё наименование:
- 1-й истребительный авиационный полк особого назначения
- 401-й истребительный авиационный полк особого назначения
- 263-й истребительный авиационный полк
- 263-й Померанский истребительный авиационный полк
- 263-й Померанский ордена Суворова III степени истребительный авиационный полк
- Полевая почта 49718

## Создание полка
401-й истребительный авиационный полк особого назначения сформирован 26 июня 1941 года в составе ВВС Московского военного округа на подмосковном аэродроме Чкаловский на основе летно-технического состава НИИ ВВС КА, Академии КШС ВВС КА, Научно-исследовательского полигона авиационных вооружений и лётчиков-испытателей московских авиазаводов на самолётах МиГ-3.

## Переименование полка
401-й истребительный авиационный полк особого назначения 16 августа 1941 года после проведённых боев согласно распоряжению начальника 1-го Управления Главного Управления ВВС РККА преобразован в 263-й истребительный авиационный полк. Все лётчики-испытатели отозваны с фронта.

## В действующей армии
В составе действующей армии:
- с 2 июля 1941 года по 13 июля 1941 года,
- с 22 июля 1941 года по 16 августа 1941 года.

## Командиры полка
- подполковник Супрун Степан Павлович[2] (погиб), 26.06.1941 — 04.07.1941 г.
- капитан Коккинаки Константин Константинович[2], 08.07.1941 — 16.08.1941

## В составе соединений и объединений
| Период        | Фронт (округ)  | армия      | дивизия                                 | примечание                          |
| ------------- | -------------- | ---------- | --------------------------------------- | ----------------------------------- |
| 27.06.1941 г. | Западный фронт | ВВС фронта | 23-я смешанная авиационная дивизия      | МиГ-3                               |
| 14.07.1941 г. | Западный фронт | ВВС фронта | 23-я смешанная авиационная дивизия      | выведен на доукомплектование, МиГ-3 |
| 22.07.1941 г. | Западный фронт | ВВС фронта | 43-я истребительная авиационная дивизия | МиГ-3                               |
| 16.08.1941 г. | Западный фронт | ВВС фронта | 43-я истребительная авиационная дивизия | переименован в 263-й иап, МиГ-3     |

## Участие в операциях и битвах

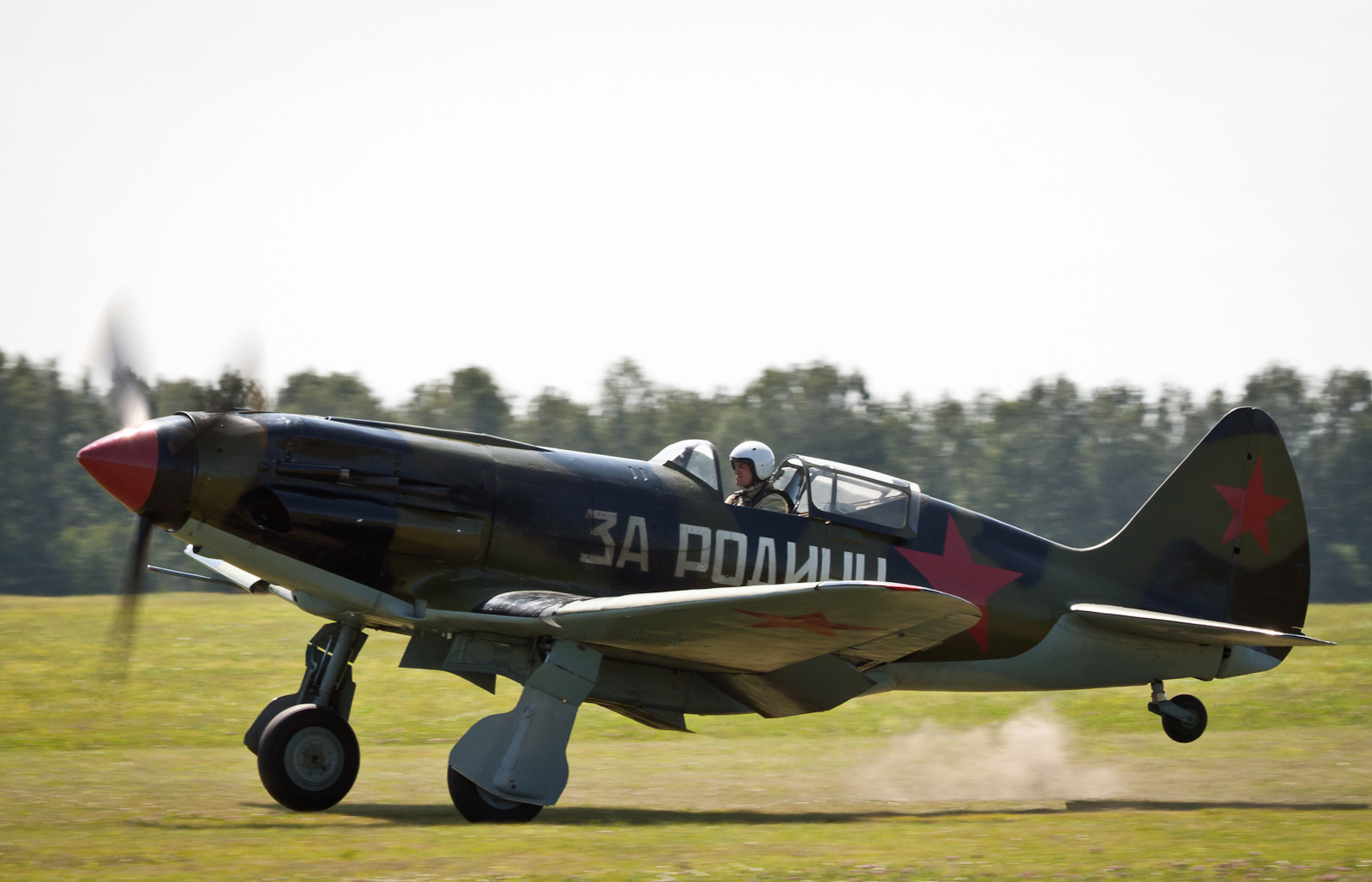
Самолёт МиГ-3

- Приграничные сражения — с 27 июня 1941 года по 29 июня 1941 года
- Смоленское сражение — с 10 июля 1941 года по 16 августа 1941 года.

## Первая победа полка в воздушном бою
Первая известная воздушная победа полка в Отечественной войне одержана 27 июня 1941 года: командир полка Герой Советского Союза подполковник Супрун Степан Павлович на МиГ-3 в воздушном бою в районе аэродрома Зубово сбил немецкий разведчик Henschel Hs 126.

## Отличившиеся воины полка
- Супрун Степан Павлович, подполковник, командир 401-го истребительного авиационного полка особого назначения 23-й смешанной авиационной дивизии ВВС Западного Фронта Указом Президиума Верховного Совета СССР 22 июля 1941 года удостоен звания дважды Герой Советского Союза. Посмертно.

## Асыполка
Лётчики полка, сбившие 5 и более самолётов противника за годы Великой Отечественной войны:
| Ф. И. О.                  | Количество сбитых лично | Количество сбитых в группе | Количество боевых вылетов | Количество проведённых воздушных боев |
| ------------------------- | ----------------------- | -------------------------- | ------------------------- | ------------------------------------- |
| Хомяков Валентин Иванович | 10                      | 8                          | более 200                 | -                                     |